# Tobias Sudhoff
Tobias Sudhoff (* 11. März 1972 in Haselünne) ist ein deutscher Jazzmusiker (Piano und Vibraphon), Autor, Koch, Unternehmer und Kabarettist aus Greven bei Münster, Westfalen.

## Leben
Tobias Sudhoff studierte Medizin, Philosophie und Niederlandstudien in Münster.

## Musik
Seit 1993 spielte er als Pianist und Sänger in festen Formationen u. a. mit Knut Kiesewetter, Herb Geller und Willy Ketzer. Außerdem erschien er als Gastmusiker an der Seite von Jazzmusikern wie Lee Konitz, Bill Ramsey und Peter Fessler, aber auch von Pop-Musikern wie Ron Williams, Max Mutzke, Sydney Youngblood und anderen. Er spielte zudem mit unterschiedlichen eigenen Formationen wie dem Swinger Club, Sudhoff´s tonalem Triumvirat und den Jazzformationen Polarlichter (mit Charlie Mariano und Gerd Dudek) sowie Kento Su Nova, u. a. mit dem Hamburger Sänger Ken Norris. Zudem spielte er u. a. mit Markus Stockhausen das Album TWASCH ein, einen Beitrag zum Euregio-geförderten Kunstband TWASCH mit dem Graphiker Cees Andriessen und dem Photographen Hermann Willers.
Sudhoff war bis 2019 außerdem künstlerischer Leiter des jährlichen Jazzfestivals Rheine (Jazz am Schloss) und spielt seit 2013 fest mit der Rhythmusgruppe des ehemaligen Paul-Kuhn-Trios mit Willy Ketzer und Paul G. Ulrich (2015 erschien deren erste CD Lieber Paul). Außerdem ist Sudhoff in ganz Deutschland seit 2014 mit dem Format im Rudel mit Tobias Sudhoff singen bzw. SingAlong – die große Rudelsingen Party auf Tour.

## Kabarett und Comedy
Als Kabarettist präsentierte er 1998 sein erstes Soloprogramm „Warum hört denn keiner zu“. Es folgten mehrere weitere Programme, u. a. „Flugversuche“ (mit der musikalischen Unterstützung des Bassisten Klaus Bensen), das zu verschiedenen Kleinkunstpreisen nominiert wurde (Schwelmer Kleinkunstpreis, Goldener Rottweiler, Paulaner Solo). Diesem folgte 2013 die Fortsetzung mit dem Titel „Glück – Sudhoffnung für alle“. Im Bereich Comedy moderierte er viele Jahre den von ihm ins Leben gerufenen „Comedy Kap (der guten Laune)“, eine Comedy-Mixed-Show mit illustren Gästen aus Kabarett, Comedy und Literatur. Seit Ende 2017 ist er musikalischer Leiter bei Bernd Stelter für seine Liederprogramme und war mit Stelter bei dessen Programm „Wer Lieder singt braucht keinen Therapeuten“ 2018 auf Tournee. 2019 stand er für seine Bühnenshows beim Management Heidrun Abels unter Vertrag und wechselte 2020 zu Pro Emotion in Berlin. Seit 2020 ist er mit seinem Programm „Iss was?!“ auf Tour, bei dem er die vielen unterschiedlichen Genres unter einen Hut bringt: Es geht um die Themen kochen, Lebensfreude, Nahrungsmittelwende und Sinnlichkeit, die er musikalisch und kabarettistisch auf der Bühne verarbeitet. Das Programm wird begleitet von Willy Ketzer (dr) und Paul G. Ulrich (ba).

## Koch, Kulinarisches und kulinarische Literatur
Sein erstes Kochbuch, das von der Bio-Industrie (v. a. dem Super-Biomarkt) unterstützt und finanziert wurde, kam mit dem Titel „Das unverschämt geile Kochbuch“ 2011 im Kettler-Verlag auf den Markt (mit einem Vorwort von Tim Raue). Im Jahr 2016 folgte das Buch „Ein Herd und eine Seele“ im Tecklenborg Verlag, für das er mit dem Photographen Hermann Willers europaweit reiste, um Nahrungsmittelproduzenten, Köche und Bauern zu besuchen, die  hohe Qualität liefern. Sudhoff stellt seit vielen Jahren seine Küchenphilosophie, für die er den Begriff Nahrungsmittelwende verwendet, auf öffentlichen Koch- und Grillshows mit befreundeten Starköchen wie Stephan Hentschel und Harald Rüssel vor. Dabei spricht er sich in der Öffentlichkeit deutlich gegen Massentierhaltung, Tricks der Nahrungsmittelindustrie und für die Verantwortung der Verbrauchers aus. Außerdem verfasste er zwei Jahre lang eine regelmäßige Kolumne im Magazin „Stadtgeflüster“, danach für das überregionale Reise&Genussblatt „Savoir Vivre“ und schreibt regelmäßig Artikel über Ernährung für deutsche und niederländische Magazine. 2014 erhielt er an der Fachhochschule Münster im Fach Ökotrophologie mehrere Lehraufträge und ist Mitglied im Gründungsteam des dort angesiedelten Food-Lab Münster. Seit Ende 2017 stand er im Zentrum einer aufsehenerregenden Kooperation zwischen der FH Münster und dem Sternerestaurant „Westfälische Stube“ im Parkhotel Surenburg. Im Januar übernahm er dort die Rolle des Küchenchefs. Ziel dieser Kooperation ist die Verbindung von Sternegastronomie und Nachhaltigkeit, Ökologie und Regionalität und es sind mehrere Studenten in dem Projekt involviert. Die Rezepte wurden dabei am foodlab muenster entwickelt. Nachdem das Hotel Surenburg Insolvenz anmelden musste, wurde diese Idee nachhaltiger Spitzengastronomie als Pop-Up zunächst in der neuen Location „Escape“ unter dem Namen „Neue Westfälische Stube“ im Juni 2019 wieder eröffnet. Seit 2020 ist das Pop-Up Restaurant umgezogen in die Räumlichkeiten des „Smells-Like“ in Münster. Sudhoff ist beim Vortragsmanagements 5-Sterne-Redner mit Vorträgen zu seiner Nahrungsmittelwende in ganz Deutschland aktiv. In diesem Zusammenhang begannen auch 2020 die ersten Prototypen zu seiner „Social Kitchen“, einer Sozialaktion zusammen mit der Stadt Münster, bei der Sudhoff Spitzengastronomie für extrem niedrige Preise für sozial schwache ermöglicht: In Gruppen wird unter Anleitung von Spitzenköchen in einer eigens dafür eingerichteten Küche gekocht und dann gemeinsam gegessen. Die Kosten passen ins Budget eines normalen Transferleistungsempfängers. Zu diesem Projekt wurde begleitend eine Bachelorarbeit der FH ermöglicht. Außerdem ist Sudhoff als Food-Produktentwickler für viele große Firmen tätig (u. a. Freeze Dry Foods, Melitta u. v. a.).

## Unternehmer, Ethic Line und Happy Foie
2018 gründete Sudhoff das Unternehmen Ethic Line zur Produktion und zum In-Verkehr-Bringen von nachhaltigen, ökologischen Nahrungsmitteln. Das erste Produkt war dabei die Happy Foie, eine ungestopften Stopfleber. Das Verfahren dazu entwickelte er am foodlab der FH Münster. Weil Corona Sudhoff als Künstler ausbremste, konzentrierte er sich ab Mitte 2019 darauf, seine Produktentwicklungen und sein Unternehmen aus wirtschaftlichen Gründen zu forcieren. Es kamen zwei Investoren, die in das Unternehmen eingestiegen sind und die der Happy Foie einen erfolgreichen Markteintritt ermöglichten. Nach einigen Umstrukturierungsmaßnahmen hat die Firma heute ihren Sitz in Braunschweig. Insbesondere in der zweiten Hälfte 2022 erlangte die Happy Foie breite mediale Aufmerksamkeit (mit Artikeln u. a. im SZ-Magazin, Bild, Tagesspiegel u. v. a. sowie TV-Berichterstattung u. a. Mittagsmagazin ARD).

## Diskografische Hinweise
mit eigenen Formationen:
- Herbstgelb (2000, mit Gerd Dudek, A. M. Sicking)
- Polarlichter (Laika; 2004, mit Charlie Mariano, Gerd Dudek, Ben Herman, Gerard Kleijn, A. M. Sicking, Kym Hatton, Uli Wentzlaff-Eggebert, Erik Poortermann)(Laika records)
- Kento Su Nova Nu Life, (Mundart 2007, mit Ken Norris, Gerard Kleijn, Uli Wentzlaff-Eggebert, Joost Keeselaar)
- Martin Lindsay/Tobias Sudhoff: Das Schatzkästchen: Die Lieder des Kölner Komponisten Adolf Clemens (2007)
- TWASCH (Mundart 2014, u. a. mit Markus Stockhausen, Martin Classen, Gerard Kleijn)
- Lieber Paul, (Mundart 2015 mit Willy Ketzer und Paul G. Ulrich)

als Gastmusiker oder Sidemusician:
- Hasenheim (1998)
- Clockworkgod News from Babel (2006)
- Nomads of love (u. a. mit Sydney Youngblood)
- Knut Kiesewetter 50 Years on Stage (1961–2007, ed. 2009)

## Schriften
- 2011: Das unverschämt geile Kochbuch (Kettler)
- 2014: TWASCH
- 2016: Ein Herd und eine Seele (Tecklenborg Verlag)